# Fabio Concato
Fabio Concato, született Fabio Bruno Ernani Piccaluga (Milánó, 1953. május 31. –) olasz énekes-dalszerző.

## Élete

### Származása
Luigi Piccaluga dzsesszgitáros és író, ismertebb nevén Gigi Concato fia, aki viszont Nino Piccaluga és Augusta Concato operaénekes fia volt; Fabio ezért apai nagyanyja családnevéből vette művésznevét, apjához híven.

### Az 1970-es évek
1974-ben tette első lépéseit a zene világában, amikor Bruno Graceffával és Giorgio Porcaróval megalakította az I Mormoranti kabarécsoportot, amelyben dalszövegeket és zenét írt. Fellépett a híres milánói Derby klubban. Walter Guertler fedezte fel, aki szerződtette a Harmonyhoz, a SAAR csoport kiadójához, amelyhez 1977-ben felvette a Storie di sempre című albumot, amely a Dean Martinhoz című kislemez anyagát is tartalmazza (amely rádiós és eladási sikereket ért el).
1978-ban részt vett a kórusok felvételén az Ufo Robot/Shooting Star című kislemezen, amely az első Olaszországba érkező „mecha” televíziós sorozat, az Atlas Ufo Robot nyitó és záró témája, valamint az azonos című nagylemez sorozatának más dalaiban, a Fonit Cetrától megjelent, valójában a Procton és a Rigel dalok szólistája.
A Harmony egy másik albuma, az 1978-as Svendita totale után a Philipshez szerződött, amelynél 1979-ben felvette a  Zio Tomot, amelynek fő dalát 1990-ben Mina feldolgozta a Ti conosco mascherina című albumára.

### Az 1980-as évek
Három év telt el, mire Fabio visszatért a piacra, de ezúttal sikeresen. Az 1982-es, azonos című album az első igazi közönségreakció volt Concato számára, amelyet a Domenica bestiale című kislemez keltett, amely azon a nyáron részt vett a Festivalbaron; s bár nem került fel a slágerlistára, gyorsan a milánói énekes-dalszerző klasszikus par excellence-ává vált. A dal Marco Risi Egyedül fogok élni című filmje zenéjének is része, amelyben Jerry Calà a főszereplő.
1984-ben Concato a legnagyobb lemezsikerét egy másik, azonos című albummal érte el, amely olyan klasszikusokat tartalmazott, mint a Ti ricordo ancora, Tienimi dentro te, Sexy Tango, Rosalina, Guido piano és mindenekelőtt a Fiore di maggio, egy másik felejthetetlen, Carlotta lányának szentelt sláger .
Az 1986-os Senza avvisare album szintén jó felvételi sikert aratott (a 33-as fordulatszámú listán a második helyet érte el).
1988-ban felvett egy Telefono Azzurro számára szentelt dalt, a 051/222525-öt, amelynek címe akkoriban a kiskorúaknak szentelt humanitárius telefonvonal száma volt, és témája a gyermekek elleni családon belüli erőszak; a kislemez eladásából származó bevételt teljes egészében a kiskorúak védelmét szolgáló szervezetnek ajánlották fel. A karácsony előtt megjelent dal a következő hetekben elérte az első helyet a legkelendőbb kislemezek listáján.

### Az 1990-es évek
1990-ben szerzőként részt vett a 33. Zecchino d'Orón, a L'ocona sgangherona című dallal. Ugyanebben az évben, négy évvel utolsó előző munkája után, Concato publikált egy Giannutri című, kiadatlan dalokat tartalmazó albumot, amely szintén a Speriamoche piova című dalnak köszönhetően új sikert aratott (az albumon megtalálható a 051/222525 sikerdal is, új elrendezéssel javasolva). Az első hivatalos válogatás a Pontosvessző volt.
1992-ben az In viaggio volt a soros dal, amely újabb eladási és kritikai sikert hozott számára. Ezt követi a Vita quotidiana, ahol néhány duett is szerepel, köztük a Chiama piano'", amelyet Pierangelo Bertolival énekelt 1990-ben. Szintén megérkezett (az évtized divatja nyomán) egy újra felvett dalokból álló album: Scomporre e ricomporre, amely 1994-ben jelent meg, s a korábban kiadatlan Troppo ventót tartalmazza. Egyértelműen érzelmi okokból a Guido piano című dalt eredeti verziójában elevenítették fel. Ugyanebben az évben szánt időt arra is, hogy A kis herceg zenéjét hangoskönyves változatban is kiadja.
Az évtized következő két albuma, a Blu 1996-ban és a Fabio Concato 1999-ben, amelyek a M'innamoro davvero sikert mutatták be (José Feliciano közreműködésével) megfelelő eladási szintet ért el.

### A 2000-es évek
Meglepő módon 2001-ben úgy döntött, hogy Ciao ninìnnel részt vett a Sanremói Dalfesztiválon, s a dal megnyitja az utat a Ballando con Chet Baker című albumhoz, amely rávilágít a határozottabb dzsesszes hangzások felé.
Concato első élő albuma, a Voilà 2003-ban jelent meg. Samuele Bersanival is együttműködött a Binario 3 című dallal. 2004-ben Anna Oxával népszerű turnéra indult Viceversa Tour címmel, amelyen a két művész a sikereik kölcsönös kicserélésében és újraértelmezésében játszott.
2007-ben visszatért a Sanremói Fesztiválra az Oltre il giardino című dallal, amelyet az „ötven évesen” állásukat elvesztők nehézségei ihlettek. Március 1-jén este Michele Zarrillóval duettezett, s a dal kiváló kritikákat kapott, és ez lehetővé tette egy slágerantológia kiadását, még mindig átrendezett köntösben.

### A 2010-es évek
2010-ben Giancarlo Di Muoio fiatal énekes-dalszerzővel felvette az Amico mio című kislemezt, hogy pénzt gyűjtsön a Centro Ambrosiano per la Solidarietà di Milano számára. Részt vett Ana Flora brazil énekesnő új albumán, akivel együtt lépett fel a Rosalina A Rosinha és a kiadatlan L'aquilone carioca változatával.
A két kislemez, a Tutto qua és az Un trenino nel petto megjelenése után 2012. március 20-án, 11 évvel az előző után publikálta a kiadatlan dalokból álló új albumot Tutto qua címmel.
2016. május 6-án jelent meg a Non smetto di ascoltarti című albuma Julian Oliver Mazzariello zongoraművész és Fabrizio Bosso trombitás közreműködésével, amely olasz zenei klasszikusok feldolgozásait és Concato dalait tartalmazza dzsessz-hangulatban, míg 2017 májusában. kiadta a Gigi című albumot, amelyen újra felidézi néhány múltbeli slágerét Paolo di Sabatino feldolgozásaival. 2018 márciusában megkapta a Note da Oscar-díjat az Alessandro Cicognini Fesztivál „dalok a moziban” szekcióért; az elismerést Davide Cavuti, a Cicognini Nemzeti Tanulmányi Központ igazgatója adta át a Francavilla al Mare-i Sirena Színházban abszolvált koncertje előtt.
2018. április 24-én mutatták be Paolo Sorrentino Loro 1 című filmjét, amelyben Concato szerepel egy cameoszerepben, Domenica Bestialét énekelve.

### A 2020-as évek
2020. május 5-én, a koronavírus-világjárvány idején az énekes-dalszerző bemutatta a L'umarell című kislemezt, amelyet milánói dialektusban énekelnek. A Danilo Masotti bolognai író által ismertté tett Umarell kifejezés az észak-olasz nyelvjárásokban a tipikus idős nyugdíjasokat jelöli, akik megfigyelik az építkezéseket, gyakran kommentálják a munkát, vagy kéretlen tanácsokat osztogatnak a munkásoknak. A dal tisztelgés Milánója, a vírus által súlyosan sújtott város előtt.
2020. december 7-én a művész átvette az Ambrogino d'Oro díjat, amiért L'umarell című dalának bevételét jótékony célra ajánlotta fel.
2021. szeptember 24-én minden hivatalos internetes csatornáján közzétette a L'aggegginót, amelyet első unokájának, Ninának, Carlotta elsőszülöttjének ajánlott.
2022. február 25-én megjelent egy Enzo Jannacci tribute albumon a Ventiventi ('2020') című dallal.
2022-ben elnyerte a Tenco-díjat, a Tenco Club által 1974 óta adományozott elismerést olyan művészeknek, akik jelentős mértékben hozzájárultak a globális dalszerzéshez.
Pályafutása során 125 saját maga által írt és énekelt dalt és több mint 40 dalt publikált, köztük feldolgozásokat, duetteket, alternatív verziókat és együttműködéseket.

## Elismerései
- 2020: Ambrogino d'oro (Milánó városa által adományozott kitüntetés)[11]
- 2007: Outore Lunezia Pop-díj (az Oltre il giardino album zenei-literáris értékéért.[12]

## Diszkográfia

### Stúdióalbumok
- 1977 – Minden idők történetei
- 1978 – Teljes kiárusítás
- 1979 – Tom bácsi
- 1982 – Fabio Concato
- 1984 – Fabio Concato
- 1986 – Figyelmeztetés nélkül
- 1990 – Giannutri
- 1992 – Úton
- 1996 – Kék
- 1999 – Fabio Concato
- 2001 – Tánc Chet Bakerrel
- 2012 – Ennyi

### Élő
- 2003 – Voila

### Borítós albuma
- 2016 – Nem tudom abbahagyni, hogy hallgatlak

### Válogatások
- 1983 – Dean Martinnak
- 1991 – Pontosvessző
- 1991 – Vegyes költészet
- 1992 – Mindennapi élet
- 1994 – Bontsd le és komponáld újra
- 2003 – Történelem 1978-2003
- 2007 – A kerten túl
- 2017 – Gigi
- 2021 – Sétáló zenész

### Kislemezek
- 1977 – Dean Martinnak/Festa nera
- 1978 – P...mint/Vito
- 1979 – Zio Tom/Clic
- 1982 – Domenica bestiale/Berlacca
- 1984 – Fiore di maggio/Cara Chiara'
- 1988 – Franco D'Andrea 051-222525/051-222525 jazz klub verziója
- 1990 – Speriamo che piova (Reméljük, esik az eső)
- 1991 – Radici di terra/Himalaya (Franco Mussidával és Angelo Branduardival)
- 1992 – A Dean Martin/Rosalina (Dean Martinnak/Rosalinának)
- 1993 – Il Caffettino Caldo/E' Festa/Provaci Tu/A Dean Martin
- 1997 – Un puntino (Egy pont)
- 1999 – M'innamoro davvero (Nagyon szerelmes vagyok)
- 2003 – In trattoria (Anna Oxával)
- 2020 – L'umarell
- 2021 – Nagyon beleszeretek – akusztikus verzió
- 2021 – Domenica beastiale – akusztikus verzió
- 2021 – L'aggeggino (A kis kütyü)
- 1978 – Ufo Robot, Daisuke (back vokál)
- 1978 – A Daisuke hullócsillaga (back vokál)
- 1978 – Rigel (Daisuke Atlas UFO Robot című albumán)
- 1978 – Procton (Daisuke Atlas UFO Robot című albumán)
- 1986 – Egyetlen történet történetei (Toquinhóval)
- 1990 – Hívjon lassan (Pierangelo Bertolival)
- 1990 – Acqua limpida (Pierangelo Bertolival)
- 1991 – Radici di terra (Franco Mussidával és Angelo Branduardival)
- 1996 – Have Faith (az Isten lát és gondoskodik filmzenéjén)
- 1996 – Bambino mio (Rossana Casale társaságában, a Fatto per un mondo Migliore albumban)
- 2001 – Imádom, amikor ezt csinálod (Massimo Moriconi D'impresa című albumában)
- 2002 – Petra (Rossana Casale társaságában, a Riflessi – Greatest Hits albumban)
- 2003 – Les nuits d'Afrique (Paolo Pellegattival, Eugenio Finardival és Giò Di Tonnóval)
- 2003 – A szívem dobbanása (Mamy Maffal)
- 2003 – Binario 3 (Samuele Bersanival)
- 2008 – Tu scendi dalle stelle (a Caro papa Natale albumban)
- 2010 – A sárkány (Ana Florával)
- 2010 – A barátom (Giancarlo Di Muoióval)
- 2011 – Az első ember a hóban (Beppe Donadióval)
- 2011 – Tra la vita (a Quando Arriva un'Emotion albumban)
- 2012 – Sztárok a horoszkópokban (Marco Ferradinivel)
- 2012 – Száz lépés (Marco Ferradinivel)
- 2014 – Pianto di mamma terra (a Zöld-foki-szigetek terra d'amore albumában)
- 2014 – Sziklához kötve (a Lelio swing albumban)
- 2016 – Egyperces dal (az Il mondo canta Ferrari albumon)
- 2022 – Venventi (az Enzo Jannaccinak szentelt tribute albumon)

## Fordítás
- Ez a szócikk részben vagy egészben  a   Fabio Concato című olasz Wikipédia-szócikk ezen változatának fordításán alapul.  Az eredeti cikk szerkesztőit annak laptörténete sorolja fel. Ez a jelzés csupán a megfogalmazás eredetét és a szerzői jogokat jelzi, nem szolgál a cikkben szereplő információk forrásmegjelöléseként.